# Orinoca
Orinoca är en ort i provinsen Sud Carangas i det bolivianska departementet Oruro.
I distriktet är Aymara förstaspråk för drygt 97% av de boende. Befolkningen i Orinoca livnär sig främst på jordbruk och boskapsuppfödsel. Lamor och Vikunja är vanligt förekommande djur. Orten är den bolivianske presidenten Evo Morales hemort.